# 吳雪雯
吳雪雯（ Jacqueline Ng Suet Man ；1967年9月22日—），香港女演员。

## 生平
吳雪雯最早出現於螢光幕是1987年，當時以拍攝電視廣告為主。後來被相中參與演出電影成功跳入影圈，而為人熟悉。

## 家庭
2001年，吳雪雯嫁給相戀八年從事印刷生意的楊宗耀，育有一子一女，現時已淡出娛樂圈。

## 演出作品

### 電影
| 年份   | 劇名                         | 角色   |
| 1990年 | 《四人新世界》               | 黃艷秋 |
| 1990年 | 《朋黨》                     | 阿雪   |
| 1990年 | 《省港旗兵4：地下通道》      | 王小慧 |
| 1991年 | 《表姐，妳好嘢！續集》       |        |
| 1991年 | 《正紅旗下》                 | 阿雪   |
| 1992年 | 《舞男情未了》               |        |
| 1992年 | 《辣手梟雄》                 |        |
| 1992年 | 《孽慾隔牆花》               |        |
| 1992年 | 《黃飛鴻系列之一代宗師》     | 櫻子   |
| 1993年 | 《末路驚情》                 | 丁秀玲 |
| 1993年 | 《女子監獄1993》             | 李慧文 |
| 1993年 | 《香港奇案之強姦》           | 朱潔雯 |
| 1993年 | 《省港大追擊》               | Wasabi |
| 1993年 | 《正牌韋小寶之奉旨溝女》     | 霞女   |
| 1993年 | 《那個少女不多情之脫的疑惑》 |        |
| 1994年 | 《性迷宮》                   |        |
| 1994年 | 《傻大姐翻轉瘋人院》         |        |
| 1994年 | 《地下賭王》                 |        |
| 1997年 | 《霹靂戰士》                 | 唐蓉   |
| 2001年 | 《老友記茶餐廳》             | 女警   |

### 電視劇（亞洲電視）
| 年份   | 劇名                             | 角色                 |
| 1994年 | 《郎心如鐵》（又名《失落真心》） | 方曉欣/李慕晴/許家慧 |

### 廣告
- 1987年 沙田蔚景園
- 1988年 玉泉汽水
- 1988年 天祥百貨
- 1988年 smash!
- 1988年 吉百利
- 1988年 觀奇洋服
- 1988年 菊花牌漆油
- 1988年 瀟洒洗髮露

## 音樂錄影帶
- 1987年 陳百強《煙雨悽迷》
- 1992年 草蜢《You Are Everything》
- 1992年 張立基《震撼》

## 外部連結
- 吳雪雯在互联网电影资料库（IMDb）上的資料（英文）
- 吳雪雯在香港影庫上的簡介
- 吳雪雯在时光网上的簡介（简体中文）
- 吳雪雯在豆瓣上的资料（简体中文）